# Partit Popular de Pensament Lliure
Partit Popular de Pensament Lliure (suec Frisinnade folkpartiet) fou un partit polític suec fundat el 1923 pel sector prohibicionista del Partit de Coalició Liberal quan es va votar a favor de la prohibició de l'alcohol, i així es va presentar a les eleccions legislatives sueques de 1924. El sector antiprohibicionista va fundar el Partit Liberal de Suècia. El 1934 ambdós partits es reunificaren en el Partit Popular Liberal.

## Resultats electorals
| Any  | Líder             | Vots    | %     | Escons   | +/- |
| ---- | ----------------- | ------- | ----- | -------- | --- |
| 1924 | Carl Gustaf Ekman | 224.212 | 13,0  | 29 / 230 | Nou |
| 1928 | Carl Gustaf Ekman | 305.532 | 12.89 | 28 / 230 | 1   |
| 1932 | Felix Hamrin      | 250.336 | 10,03 | 20 / 230 | 8   |

## Líders
- Carl Gustaf Ekman, 1924-1932
- Felix Hamrin, 1932-1935